# GB City
GB City es el álbum debut de Bass Drum of Death . Fue lanzado por la discográfica Fat Possum Records el 12 de abril de 2011. El videoclip de la canción "Get Found" fue lanzado en 2011.También se lanzó un sencillo llamado "High School Roaches", como canciones principales fueron usadas "Get Found", "You're Haunting Me" y "Spare Room", fue publicado por Baby Don't Records en 2010.

## Listado de pista
| N.º   | Título                      | Letras | Escritor(es) | Duración |  |
| 1.    | «Nerve Jamming»             |        | John Barrett | 2:37     |  |
| 2.    | «GB City»                   |        |              | 3:04     |  |
| 3.    | «Get Found»                 |        |              | 3:01     |  |
| 4.    | «Velvet Itch»               |        |              | 2:57     |  |
| 5.    | «High School Roaches»       |        |              | 2:34     |  |
| 6.    | «Spare Room»                |        |              | 2:56     |  |
| 7.    | «Young Pros»                |        |              | 2:40     |  |
| 8.    | «Heart Attack Kid»          |        |              | 2:43     |  |
| 9.    | «Leaves»                    |        |              | 3:58     |  |
| 10.   | «I Could Never Be Your Man» |        |              | 3:10     |  |
| 11.   | «Religious Girls»           |        |              | 2:51     |  |
| 32:31 |                             |        |              |          |  |

| No.          | Título         | escritor(es) | Longitud |
| ------------ | -------------- | ------------ | -------- |
| 12           | "He's So Fine" | Ronald Mack  | 1:59     |
| Largo total: | Largo total:   | Largo total: | 34:29    |